# ГЕС Фуніл (Гранде)
ГЕС Фуніл — гідроелектростанція на сході Бразилії у штаті Мінас-Жерайс. Знаходячись між ГЕС Ітутінга (вище по течії) та ГЕС Фурнас, входить до складу каскаду на лівому витоку Парани на річці Ріо-Гранде.
У межах проєкту річку перекрили комбінованою земляною та кам'яно-накидною греблею висотою 50 метрів та довжиною 420 метрів. Разом з допоміжною дамбою того ж типу висотою 26 метрів і довжиною 56 метрів вона утримує водосховище з площею поверхні 34,7 км2 та об'ємом 269 млн м3, для якого нормальним є лише невелике коливання рівня між позначками 807 і 808 метрів НРМ (максимальний рівень на випадок повені 810,7 метра НРМ).
Пригреблевий машинний зал обладнали трьома турбінами типу Каплан загальною потужністю 180 МВт, що при напорі у 40 метрів (за іншими даними — 35,3 метра) забезпечують виробництво 780 млн кВт·год електроенергії на рік.
Станція стала першою у Бразилії, де запустили систему захоплення та транспортування риби через греблю.